# Der Kommentar
Der Kommentar ist die letzte in Zeitschriften publizierte Serie des deutschen Humoristen Loriot. Zwischen Mai 1975 und Januar 1978 erschienen 138 Folgen im Stern. Ein Teil davon wurde auch in Buchform veröffentlicht.

## Inhalt
Die Folgen der Serie bestehen aus einem Bilderstreifen mit vier Zeichnungen, die jeweils ein Brustporträt des für Loriot typischen Knollennasenmännchens in unterschiedlichen Haltungen während des Sprechens zeigen und an einzelne Phasen eines Trickfilms erinnern. Viele dieser Zeichnungen werden in mehreren Folgen verwendet. Unter dem Bilderstreifen steht ein Satz, den das Knollennasenmännchen als Kommentar abgibt. Er ist durch Auslassungspunkte in vier Teile geteilt, die relativ gleichmäßig unter den Zeichnungen verteilt sind. Die Komik der Texte beruht oft auf Wortspielen, teilweise nehmen die Texte Bezug auf aktuelle Ereignisse, etwa die 200-Jahr-Feier der Vereinigten Staaten. Auch Themen wie Umweltverschmutzung und Atomkraft, die in den 1970er Jahren von großer Bedeutung waren, werden häufiger aufgegriffen.

## Veröffentlichung
Loriot war bereits in den frühen 1950er Jahren für den Stern tätig, für den er damals unter anderem die Serie Auf den Hund gekommen zeichnete. Ab 1954 arbeitete er fast ausschließlich für den Verlag Th. Martens & Co. und dessen Zeitschriften Weltbild und Quick. Ausgenommen davon war nur die Kinderserie Reinhold das Nashorn, die ab 1953 siebzehn Jahre lang im Stern und dessen Kinderbeilage Sternchen erschien. Ende 1970 kündigte er seinen Vertrag bei Th. Martens und wechselte zurück zum Stern, wo er zunächst zwischen 1971 und 1973 die Serie Loriots Heile Welt veröffentlichte. Knapp zwei Jahre später startete in der Stern-Ausgabe vom 1. Mai 1975 die Humorseite Unter’m Strich. Neben Loriots Kommentar enthielt sie eine Kolumne von Wolfram Siebeck und eine Zeichnung von Peter Neugebauer. Insgesamt erschienen 138 Folgen des Kommentar. Die letzte Folge war Teil der Ausgabe vom 5. Januar 1978, danach wurde die Seite Unter’m Strich ohne Beiträge Loriots fortgesetzt. Mit der Einstellung des Kommentar endete, von wenigen Einzelbeiträgen abgesehen, auch Loriots Arbeit für Zeitschriften.
1978 erschien beim Diogenes Verlag eine Auswahl von 107 Folgen im Buch Loriots Kommentare. Darin sind sie im Gegensatz zu den Veröffentlichungen im Stern mit Überschriften versehen. 1983 wurde diese Auswahl zusammen mit einer zuvor veröffentlichten Auswahl seiner letzten Quick-Serie Loriots Tagebuch zu Loriots Großes Tagebuch zusammengefasst. Hier fehlen die Überschriften, dafür ist jeder Folge ein Datum zwischen 1958 und 1983 zugeordnet. Das Buch wurde zusammen mit den anderen großformatigen Sammelbänden Loriots Großer Ratgeber, Loriots Heile Welt und Loriots Dramatische Werke als Gesammelte Werke Loriots vertrieben.

## Bewertung und Nachwirkung
Für den Germanisten Stefan Neumann, der seine Dissertation zum Werk Loriots verfasste, ist die Serie im Verhältnis zu anderen Arbeiten Loriots nur von geringer Qualität. Durch den fehlenden Bezug zwischen Zeichnung und Text fielen die für Loriot charakteristischen Mechanismen weg, bei denen die Komik durch einen Kontrast zwischen Bild und Text erzeugt werde. Übrig bliebe eine Art Aphorismen- und Wortspielsammlung, wobei die Qualität der Wortspiele selten das sonstige Niveau Loriots erreiche. Neumann bewertet die Serie deshalb nur als ein Nebenprodukt von Loriot, der sich zu dieser Zeit vor allem auf seine Arbeit für die Fernsehreihe Loriot konzentrierte. Ein Hinweis dafür sei auch die Machart, bei der durch die Wiederholung einzelner Phasen der Zeichenaufwand gering blieb.
2013 veröffentlichte Stefan Lukschy, ein langjähriger Freund und Mitarbeiter Loriots, ein Porträt des Humoristen. Der Titel Der Glückliche schlägt keine Hunde, eine Verballhornung des Sprichworts „Dem Glücklichen schlägt keine Stunde“, entstammt Loriots Kommentaren.

## Buch-Ausgaben
- Loriots Kommentare zu Politik, Kriminalistik, Wirtschaft und Finanzen, Landwirtschaft, Kultur, Modernem Leben, Männer und Sport sowie Tier- und Frauenwelt. Diogenes, Zürich 1978, ISBN 3-257-20544-9.
- Loriots Großes Tagebuch. Diogenes, Zürich 1983, ISBN 3-257-01647-6.